# Sint-Gillis (Brugge)
Sint-Gillis of het Sint-Gilliskwartier is een wijk en parochie in het centrum van de Belgische stad Brugge. De wijk is zo'n 51 ha groot en ligt in het noorden van de binnenstad. In het zuiden wordt ze begrensd door de Augustijnenrei en de Gouden-Handrei, in het westen door de Sint-Jorisstraat en de Vlamingstraat, in het oosten door de Langerei en in het noorden door de Komvest. Sint-Gillis staat bekend als een eerder volkse buurt.

## Geschiedenis
Voor het gebied ten westen van de Langerei, waar later de parochie Sint-Gillis zou ontstaan, vindt men tot de 16de eeuw ook nog de toponiemen Koetelwic of Ketelwic, of kortweg het Wijk, terug, die in die omgeving zou te situeren zijn. Ze wijzen op een aanlegplaats en nederzetting die er al vanaf de 11de eeuw, en mogelijk reeds vroeger, bestonden. Het Wijk kende veel handelsactiviteiten tot het einde van de 12de eeuw; daarna verhuisde het zwaartepunt naar de Kraanrei en Spiegelrei.
Als gevolg van de grote economische bloei van Brugge in de 13de eeuw, nam ook de bevolking in sterke mate toe en werd het gebied binnen de zogenaamde eerste stadsomwalling te klein.
Steeds meer mensen vestigden zich buiten die omwalling van 1127, grotendeels bestaande uit wat we nu de binnenreien noemen (Smedenrei, Speelmansrei, Augustijnenrei en Gouden-Handrei) en uit de Sint-Annarei, de Groenerei en de Dijver.
Het ontstaan van de parochie Sint-Gillis verliep als volgt:
Rond 1230 schonk de edelman Hendrik (de) Ram, rijk geworden door de inpoldering van overstroomde kustgebieden, een stuk grond aan de (toen pas gestichte) minderbroeders, of franciscanen, zodat die er een klooster op zouden kunnen bouwen teneinde geestelijke bijstand te verlenen aan de mensen die op die plaats, buiten de stadsomwalling, waren gaan wonen; dat was evenwel niet naar de zin van de kapittelheren van de Onze-Lieve-Vrouwekerk, en uiteindelijk verlieten de franciscanen rond 1246 deze plaats, om zich op de Braamberg te gaan vestigen (waar nu het Koningin Astridpark ligt).
Rond 1240 gaf de bisschop van Doornik (onder wiens bevoegdheid Brugge viel) de toelating tot de bouw van een hulpkapel van de Onze-Lieve-Vrouwekerk; dit omdat de afstand naar deze kerk voor de gelovigen van de nieuwe woonkern te groot was; die hulpkapel werd gebouwd op een stuk grond geschonken door Filips (de) Ram, zoon van voornoemde Hendrik, en werd, zoals Filips het wou, toegewijd aan Sint-Gillis.
Tot eind 13de eeuw, dus ongeveer 50 jaar, lag Sint-Gillis "op de buiten", dus buiten de stadsomwalling. Een straatnaam zoals Sint-Gillisdorpstraat zou daar nog op kunnen wijzen.
Pas met de aanleg van de tweede, grote omwalling van 1297-1300, kwam Sint-Gillis in de stad te liggen.

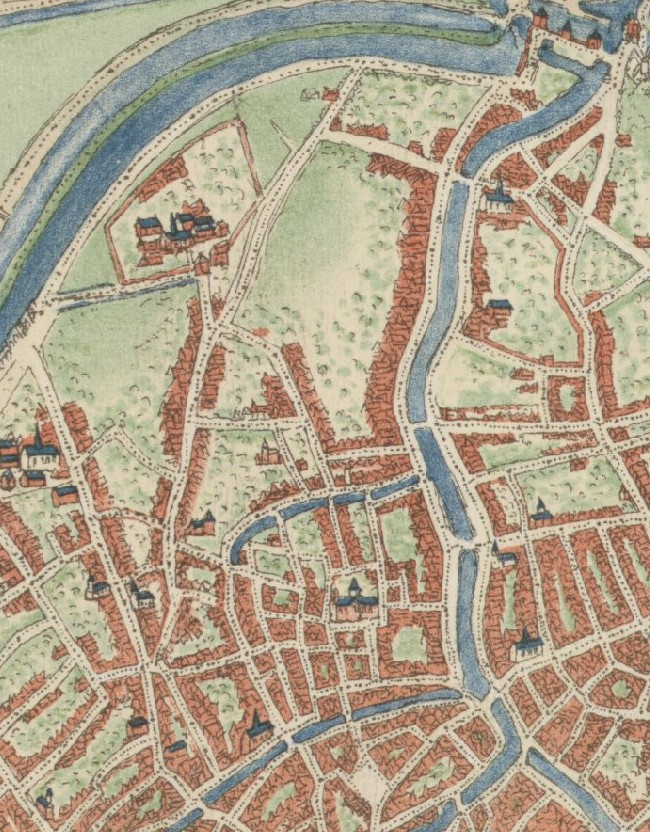
Sint-Gilis op de kaart van Jacob van Deventer
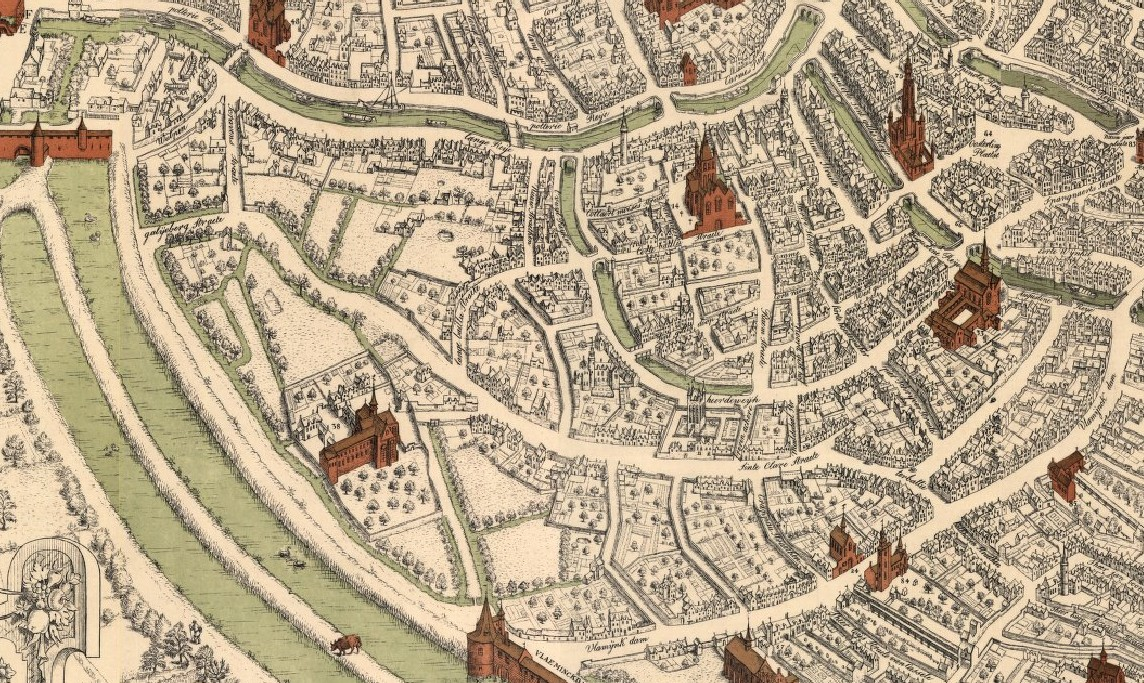
Sint-Gilis op de kaart van Marcus Gerards

### Sint-Gilliskerk
De Sint-Gilliskerk vormt een ankerpunt in de wijk en werd rond 1240 gebouwd als hulpkapel van de parochie Onze-Lieve-Vrouw. Ze werd later in de 15e eeuw uitgebreid en in de 19e eeuw grondig gerestaureerd.

## Pleinen en straten
Aan de rand:
- Augustijnenrei
- Sint-Jorisstraat
- Vlamingdam
- Komvest

In de wijk Sint-Gillis zelf:
- Annuntiatenstraat
- Baliestraat
- Biddersstraat
- Calvariebergstraat
- Collaert Mansionstraat
- Gistelhof
- Gouden-Handstraat
- 's-Gravenhof
- 's-Gravenstraat
- Hoedenmakersstraat
- James Wealestraat
- Jan Miraelstraat
- Julius en Maurits Sabbestraat
- Kapelstraat
- Kleine Hoedenmakersstraat
- Kleine Nieuwstraat
- Korte Raamstraat
- Lange Raamstraat
- Langerei
- Maagdendal
- Noord-Gistelhof
- Ontvangersstraat
- Oost-Gistelhof
- Sarepta (Brugge)
- Sasplein
- Schottinnenstraat
- Schrijversstraat
- Sint-Claradreef
- Sint-Clarastraat
- Sint-Gillisdorpstraat
- Sint-Gilliskerkhof
- Sint-Gilliskerkstraat
- Sint-Gilliskoorstraat
- Sterstraat
- Stokersstraat
- Torenbrug
- Walweinstraat
- West-Gistelhof

Deelgemeenten: Assebroek · Dudzele · Koolkerke · Lissewege · Sint-Andries · Sint-Kruis · Sint-Michiels

Zie ook: lijst van wijken en kernen in Brugge

Belgische gemeenten · Arrondissement Brugge · West-Vlaanderen · Vlaanderen